# Sundasciurus everetti
Sundasciurus everetti — вид гризунів родини Sciuridae. Поширення: Малайзія, Індонезія. Таксономічні примітки: переміщено з Dremomys до Sundasciurus.